# Frontalität
Frontalität ist ein Darstellungsprinzip und zeichnet u. a. die persische (parthische) bzw. ägyptische wie griechische archaische Freiplastik der Kore (Skulptur) und des Kouros aus. Dieses ist auch Merkmal von Gestaltungselementen der Tempelarchitektur. Dieses ist bereits in der vorderasiatischen Kunst wie auch in der ägyptischen Kunst u. a. den sog. Mumienporträts zu finden. Der Betrachter steht der Gesamtheit einer Seite eines Kunstwerkes frontal gegenüber. Bei freistehenden Skulpturen etwa lebensgroßer Figuren richten sich dabei die Augen des Betrachters auf das Kunstwerk, während die Augen des Kunstwerkes wiederum auf den Betrachter gerichtet sind. Die Gesichtszüge wie auch der Körper sind in der archaischen Freiplastik streng symmetrisch an der Mittelachse ausgerichtet. Diese Frontalität als darstellendes Prinzip wird in der klassischen griechischen Plastik weitgehend aufgehoben. Die Bewegung und der klassische Kontrapost treten indes an seine Stelle, wie es u. a. bei den klassischen Bildhauern oder Erzgießern Polyklet (Diadumenos, Doryphoros) und Myron (Diskobolos) zu sehen ist.
Auch Heiligenbilder und Heiligenfiguren in Kirchen wie zu Jesus Christus bzw. Maria weisen häufig eine solche Frontalität auf. In neuen Bildmedien wie der Fotografie wird ebenfalls auf die Frontalität verwiesen, wenn es um die Erzeugung von Suggestion geht. Das Darstellungsprinzip hat folglich auch eine große Bedeutung für die Kunst der Moderne wie u. a. der Frontalplastik.
Das „Gesetz der Frontalität“ wurde erstmals 1892 von dem dänischen Kunstgelehrten Julius Henrik Lange  formuliert. Der Ägyptologe Adolf Erman brachte es für die ägyptische Kunst in die Forschung ein. Die Theorie Langes wurde schon sehr bald kritisch gesehen, etwa von Sigfried Fechheimer und Hedwig Fechheimer. Fechheimer setzte dem Prinzip der Frontalität das Prinzip der Durchformung durch Figuren wie Kuben, Linien oder Flächen entgegen.